# 일리노이 대학교 법학대학원
일리노이 대학교 법학대학원(University of Illinois College of Law) 또는 일리노이 대학교 로스쿨은 미국 일리노이주 섐페인 시에 위치한 일리노이 대학교 어배너-섐페인의 법학전문대학원이다. 1897년에 설립되었으며, 법무박사(Juris Doctor, J.D.), 법학석사(Latin Legum Magister, LL.M.), 법률과학박사(Juridicae Scientiae Doctor, J.S.D.) 등의 법학 학위 프로그램들을 제공하고 있다.